# Intercom
Intercom — американська компанія, яка виробляє платформу обміну повідомленнями, що дозволяє підприємствам спілкуватися з перспективними та наявними клієнтами у своєму додатку, на своєму вебсайті, через соціальні медіа або електронною поштою. Intercom має штаб-квартиру в Сан-Франциско та додаткові офіси в Чикаго, Дубліні, Сіднеї та Лондоні.

## Історія
Intercom була заснована в Каліфорнії у 2011 році чотирма ірландськими дизайнерами та програмістами, Еогоном Маккабе, Десом Трайнором, Кіаран Лі та Девідом Барреттом. Раніше вони заснували компанію з дизайну програмного забезпечення Contrast, яка створила багтрекер Exceptional.
Після продажу Exceptional, що був частиною Rackspace, 2011 року вони використали гроші для розвитку Intercom.
У 2012 році співзасновник Twitter Біз Стоун інвестував у Intercom. Компанія отримала фінансування від Девіда Сакса, засновника Huddle Енді Маклафліна, Дена Мартелла, 500 Startups і Digital Garage. У березні 2013 року він[хто саме?] оголосив 6 млн доларів у серії A раунд, який очолив Social Capital. У січні 2014 року компанія у серії B отримала фінансування у розмірі 23 млн доларів. Intercom також отримала фінансування в серії C-1 у розмірі 50 млн доларів США від Index Ventures. У 2017 році Інтерком запропонував оплатити судові витрати людей, які постраждали від пропозиції президента США Дональда Трампа, заборонити мусульманам переїхати в Ірландію.
У 2018 році Intercom оголосила про те що отримала 45 млн у серії D, яка була очолена Клайнером Перкінсом, за участі Google Ventures.
У 2020 році новим генеральним директором Intercom став Карен Пейкок.